# A Little Night Music (film)
A Little Night Music is een Amerikaans-Duits-Oostenrijkse film uit 1977 onder regie van Harold Prince. Deze film is een verfilming van de musical A Little Night Music, met in de hoofdrollen Elizabeth Taylor, Diana Rigg en Lesley-Anne Down. Met Len Cariou, Hermione Gingold, en Laurence Guittard die hun rollen hernemen van Broadway.

## Verhaal
Fredrik Egerman (Len Cariou) is gelukkig getrouwd met de 17-jarige maagd, Anne (Lesley-Anne Down). Omdat Anne al 11 maanden van haar huwelijk angstvallig haar maagdelijkheid behoudt, wordt hij rusteloos. Fredrik gaat daarom zijn oude vlam, de bekende actrice, Desirée Armfeldt (Elizabeth Taylor) opzoeken. Desirée heeft ondanks haar huwelijk met graaf Carl-Magnus Mittelheim (Laurence Guittard) haar zinnen gezet op Fredrik.

## Rolverdeling
- Elizabeth Taylor als Desiree Armfeldt
- Diana Rigg als Charlotte Mittelheim
- Len Cariou als Frederick Egerman
- Lesley-Anne Down als Anne Egerman
- Hermione Gingold als Madame Armfeldt
- Laurence Guittard als graaf Carl-Magnus Mittelheim
- Christopher Guard als Erich Egerman
- Lesley Dunlop als Petra
- Chloe Franks als Fredericka Armfeldt
- Jonathan Tunick als dirigent

## Prijzen en nominaties
- Jonathan Tunick – Oscar 1978 voor Best Music, Original Song Score.
- Florence Klotz – Oscarnominatie 1978 voor Best Costume Design.